# 一條橋停留場

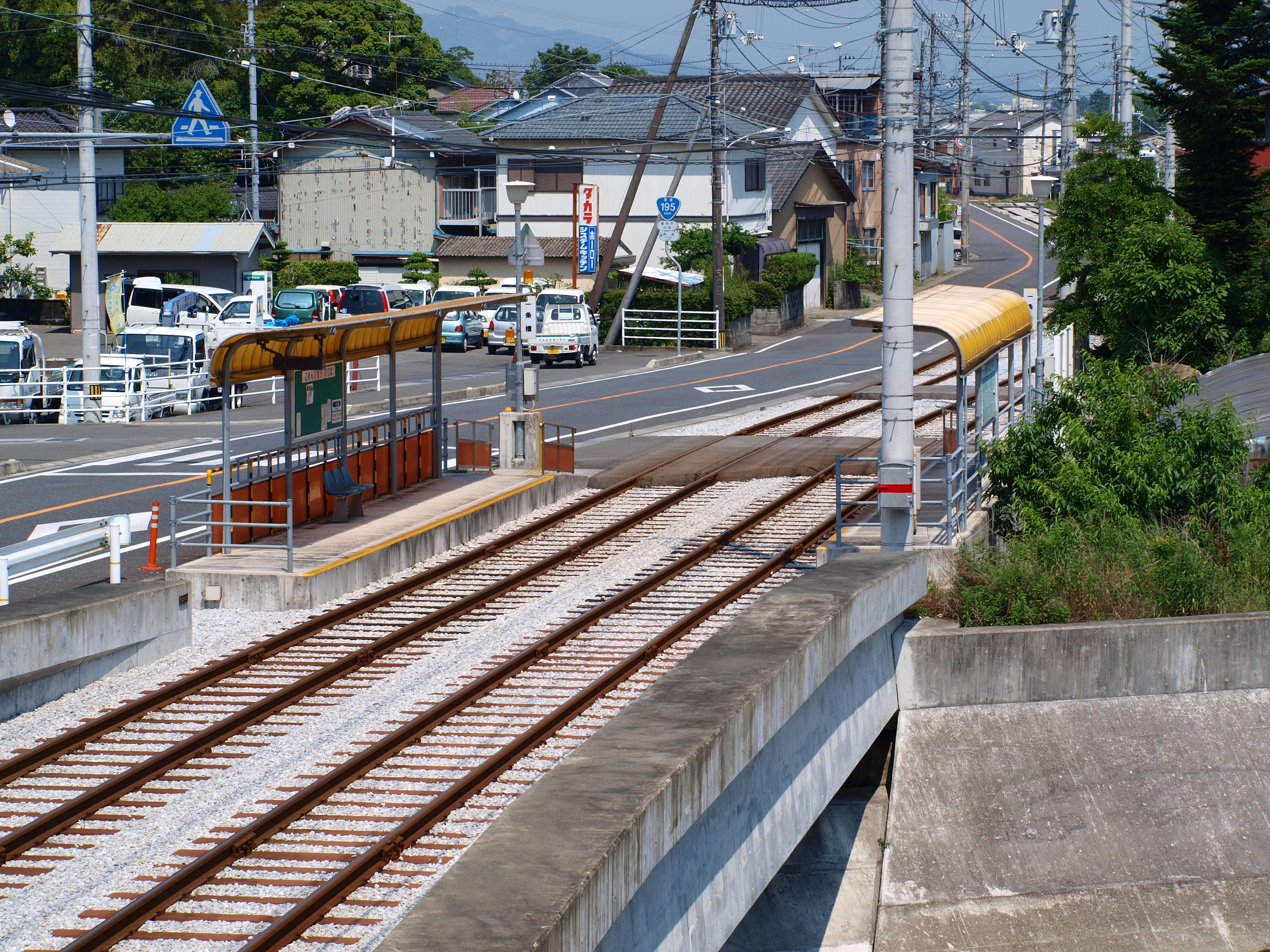
電車站全景

一條橋停留場（日语：／ Ichijobashi teiryūjō */?），是位於高知縣高知市大津，土佐電交通後免線的電車站。
此電車站與鄰站清和學園前停留場之間的距離只有63米（或84米），為日本最短車站之間距離。

## 歷史
此電車站在1911年（明治44年）1月，由土佐電交通的前身土佐電氣鐵道大津停留場（已廢止，參見領石通停留場）至後免中町通停留場之間開通，此電車站同時啟用。在1942年（昭和17年）一度暫停營業，於10年後恢復營業。
在1985年（昭和60年），隨著清和女子中學·高等學校由高知市本宮町遷移至此地附近，便新設了清和學園前停留場。當時在當地居民的請求下保留電車站，結果造成了2座電車站非常接近的情況。
- 1911年（明治44年）1月27日 - 土佐電氣鐵道電車站啟用[5][6]。
- 1942年（昭和17年）7月29日 - 電車站暫停營業[5][6]。
- 1952年（昭和27年）10月15日 - 電車站恢復營業[5][6]。
- 1985年（昭和60年）9月10日 - 清和學園前停留場啟用[6]。
- 2014年（平成26年）10月1日 - 土佐電氣鐵道、高知縣交通（日语：高知県交通）和土佐電Dream Service（日语：土佐電ドリームサービス）合併，土佐電交通成立[7]。成為土佐電交通的電車站。

## 電車站構造
電車站是建造在專用路軌上，設有2面2線的相對式乘車處。電車站北邊為後免町方向，南邊為播磨屋橋方向。
在後免町一方設有渡線，因此電車可在此站折返。截至2017年定期時間表中，沒有電車從此電車站折返，在臨時時間表中則設有。同時，電車的方向幕中包含了「一條橋」目的地。

## 電車站周邊
此電車站與鄰站清和學園前停留場之間，電車線會跨越一條河流，電車線跨越該河流的名稱為明見川橋樑。由於在電車站63米外設有鄰站清和學園前停留場，因此此電車站可以直接望到該電車站。
電車站名稱「一條橋」，是指並行國道195號跨越上述提及河流的橋樑名稱。當時由於橋樑與大津城城主土佐一條氏有關聯，因此橋樑的欄柵上印上了一條氏的家紋。曾經由於明見川橋粱與一條橋位於相同高度與並排，因此當時發生了汽車錯誤進入了電車路軌中。後來隨著舟入川進行河道改善工程而重建了橋粱。
北邊設有四國旅客鐵道（JR四國）土讚線土佐大津站。

## 相鄰電車站
土佐電交通
後免線
明見橋－一條橋－清和學園前

## 注腳
1. 1 2 3 4 5 6  《土佐電鉄が走る街 今昔》88頁
2. ↑  . 高知新聞社. 1998: 83. ISBN 4-87503-268-4.
3. 1 2 3  乗りものニュース編集部. . 乗りものニュース. メディア・ヴァーグ. 2016-12-03  [2017-06-03]. （原始内容存档于2021-03-10） （日语）.
4. ↑  伊藤博康. . 創元社. 2014: 204. ISBN 978-4-422-24069-5 （日语）.
5. 1 2 3 4 5  《土佐電鉄が走る街 今昔》100・156-158頁
6. 1 2 3 4  今尾惠介（監修）. . 11 中国四国. 新潮社. 2009: 61. ISBN 978-4-10-790029-6 （日语）.
7. ↑  上野宏人. . 毎日新聞 (毎日新聞社). 2014-10-02 （日语）.
8. 1 2 3 4  川島令三. . 【図説】 日本の鉄道. 第2巻 四国西部エリア. 講談社. 2013: 35・91頁. ISBN 978-4-06-295161-6 （日语）.